# Nikolai Tchub
Nikolai Alexandrovitch Tchub (em russo:  Николай Александрович Чуб; Novocherkassk, RSFSR, 10 de junho de 1984) é um cosmonauta selecionado pela Roscosmos em 2012.

## Biografia
Antes de ser selecionado como cosmonauta, Tchub se formou em gerenciamento e informática na Universidade Técnica Estatal no Sul da Rússia em 2006, sendo o primeiro de sua turma.
Em 2019, participou do ESA CAVES [en].
Tchub treinou como suplente da Soyuz MS-12 e, de acordo com sua biografia da Roscosmos, foi selecionado para a Soyuz MS-17, mas substituído pela Kathleen Rubins.